# Konstantín Teréshchenko
Konstantín Alekséyevich Teréshchenko (en ruso: Константин Алексеевич Терещенко; Moscú, 17 de junio de 1994) es un piloto de automovilismo ruso.

## Carrera
Tereshchenko hizo su debut en el automovilismo en el karting en 2009, donde permaneció activo hasta 2011. En 2012 se pasó a las carreras de fórmula, haciendo su debut en la Fórmula Renault 2.0 Alpes para el equipo Interwetten Racing. Su mejor resultado fue un decimocuarto puesto en Spa-Francorchamps, terminando 32º en el campeonato sin puntos. También condujo tres fines de semana de carreras para Interwetten y EPIC Racing en la Eurocopa de Fórmula Renault, donde también se mantuvo sin victorias con un puesto 21 en el Circuit de Catalunya como mejor resultado.
En 2013, Tereshchenko continuó conduciendo en la Fórmula Renault Alps para Interwetten. Mejoró sus resultados con quintos puestos en Spa-Francorchamps y en el Misano World Circuit Marco Simoncelli como puntos destacados. Como resultado, terminó decimoquinto en el campeonato con 25 puntos. También participó para Interwetten en los primeros tres fines de semana de carreras de la Eurocopa de Formula Renault, pero nuevamente se mantuvo sin victorias.
En 2014 Tereshchenko debutó en la Fórmula 3 en el Eurofórmula Open para el equipo Campos Racing. En Hungaroring consiguió su primer podio por detrás de Álex Palou y Artur Janosz y en parte por ello terminó sexto en el campeonato con 75 puntos. También hizo su debut en la GP3 Series para Trident ese año, donde reemplazó a los pilotos regulares Roman de Beer y Mitchell Gilbert junto con los debutantes John Bryant-Meisner y Luca Ghiotto. Sin embargo, durante su primer fin de semana de carrera en Spa-Francorchamps, tuvo un accidente en los entrenamientos libres donde voló varios metros por el aire. Debido a esto, no se le permitió participar en las carreras por consejo médico.
En 2015, Tereshchenko continuó conduciendo en el Euroformula Open para Campos. En el primer fin de semana de carrera en el Circuito de Jerez, consiguió su primera victoria y sumó tres en el Circuito Paul Ricard, el Autódromo do Estoril y Silverstone. Con dos victorias en el último fin de semana de carrera en el Circuit de Barcelona-Catalunya, quedó segundo del campeonato con 286 puntos, cinco menos que el campeón Vitor Baptista. Además, ese año volvió a la GP3 en Campos Racing durante su carrera de casa en el Autódromo de Sochi como sustituto de Brandon Maïsano.
En 2016, Tereshchenko hizo su debut a tiempo completo en la GP3, nuevamente jugando para Campos. Tuvo una temporada difícil en la que solo logró sumar puntos en las dos últimas carreras del año en el Circuito Yas Marina. Con un octavo y sexto lugar en este circuito, ganó ocho puntos, situándose decimonoveno en la clasificación final.
En 2017, Tereshchenko se pasa a las World Series Fórmula V8 3.5, en las que debuta con el equipo Teo Martín Motorsport. En 2019 y 2020 corrió las 24 Horas de Le Mans en LMP2.

## Resultados

### 24 Horas de Le Mans
| Año     | Equipo         | Copilotos                         | Automóvil             | Clase | Vueltas | Pos. | Pos. Clase |
| ------- | -------------- | --------------------------------- | --------------------- | ----- | ------- | ---- | ---------- |
| 2019    | ARC Bratislava | Henning Enqvist Miro Konôpka      | Ligier JS P217-Gibson | LMP2  | 160     | DNF  | DNF        |
| 2020    | Duqueine Team  | Tristan Gommendy Jonathan Hirschi | Oreca 07-Gibson       | LMP2  | 100     | DNF  | DNF        |
| Fuente: |                |                                   |                       |       |         |      |            |